# Upper Crystal Creek
Upper Crystal Creek är en ort i Australien. Den ligger i kommunen Tweed och delstaten New South Wales, i den sydöstra delen av landet, omkring 650 kilometer norr om delstatshuvudstaden Sydney.
Närmaste större samhälle är Murwillumbah, nära Upper Crystal Creek. 
I omgivningarna runt Upper Crystal Creek växer i huvudsak städsegrön lövskog. Runt Upper Crystal Creek är det ganska glesbefolkat, med 24 invånare per kvadratkilometer. Genomsnittlig årsnederbörd är 1 801 millimeter. Den regnigaste månaden är januari, med i genomsnitt 320 mm nederbörd, och den torraste är oktober, med 41 mm nederbörd.